# Grand Prix Południowej Afryki 1973
Grand Prix Południowej Afryki 1973 (oryg. South African Grand Prix) – trzecia runda Mistrzostw Świata Formuły 1 w sezonie 1973, która odbyła się 3 marca 1973, po raz siódmy na torze Kyalami.
19. Grand Prix Południowej Afryki, 10. zaliczane do Mistrzostw Świata Formuły 1.

## Wyścig
| Legenda oznaczeń w tabelach wyników Wyświetl szablon na nowej stronie | Legenda oznaczeń w tabelach wyników Wyświetl szablon na nowej stronie                                                                     |
| Oznaczenie                                                            | Wyjaśnienie |
| --------------------------------------------------------------------- | --- |
| Złoty                                                                 | Zwycięzca lub mistrzostwo |
| Srebrny                                                               | 2. miejsce lub wicemistrzostwo |
| Brązowy                                                               | 3. miejsce lub II wicemistrzostwo |
| Zielony                                                               | Ukończył, punktował (w klasyfikacji generalnej, gdy zdobył co najmniej jeden punkt na przestrzeni sezonu, poza trzema powyższymi opcjami) |
| Niebieski                                                             | Ukończył, nie punktował (w klasyfikacji generalnej, gdy nie zdobył co najmniej jednego punktu na przestrzeni sezonu)                      |
| Czerwony                                                              | Nie zakwalifikował się (NZ) |
| Czerwony                                                              | Nie prekwalifikował się (NPK) |
| Różowy                                                                | Nie ukończył (NU) |
| Różowy                                                                | Niesklasyfikowany (NS) (w klasyfikacji generalnej, gdy nie został sklasyfikowany w żadnym wyścigu sezonu)                                 |
| Czarny                                                                | Zdyskwalifikowany (DK) |
| Czarny                                                                | Wykluczony (WYK/EX) |
| Biały                                                                 | Nie wystartował (NW) |
| Biały                                                                 | Kontuzjowany (K/INJ) |
| Biały                                                                 | Wyścig odwołany (OD/C) |
| Bez koloru                                                            | Został wycofany (WYC/WD) |
| Bez koloru                                                            | Nie przybył (NP/DNA) |
| Bez koloru                                                            | Nie brał udziału w treningach (NT/DNP) |
| Bez koloru                                                            | Nie został zgłoszony (–) |
| Pogrubienie                                                           | Start z pole position |
| Kursywa                                                               | Najszybsze okrążenie wyścigu |
| †                                                                     | Nie ukończył, ale jego rezultat został zaliczony ze względu na przejechanie więcej niż 90% dystansu wyścigu.                              |
| *                                                                     | Sezon w trakcie |
| 1/2/3                                                                 | Punktowana pozycja w sprincie kwalifikacyjnym                                                                                             |
| Lista systemów punktacji Formuły 1                                    | |

| Poz | Nr | Kierowca             | Konstruktor       | Okrążenia | Czas/Powód NU                     | Poz. start. | Punkty |
| --- | -- | -------------------- | ----------------- | --------- | --------------------------------- | ----------- | ------ |
| 1   | 3  | Jackie Stewart       | Tyrrell-Ford      | 79        | 1:43:11.07                        | 16          | 9      |
| 2   | 6  | Peter Revson         | McLaren-Ford      | 79        | + 24.55                           | 6           | 6      |
| 3   | 1  | Emerson Fittipaldi   | Lotus-Ford        | 79        | + 25.06                           | 2           | 4      |
| 4   | 9  | Arturo Merzario      | Ferrari           | 78        | + 1 okr.                          | 15          | 3      |
| 5   | 5  | Denny Hulme          | McLaren-Ford      | 77        | + 2 okr.                          | 1           | 2      |
| 6   | 23 | George Follmer       | Shadow-Ford       | 77        | + 2 okr.                          | 21          | 1      |
| 7   | 18 | Carlos Reutemann     | Brabham-Ford      | 77        | + 2 okr.                          | 8           |        |
| 8   | 12 | Andrea de Adamich    | Surtees-Ford      | 77        | + 2 okr.                          | 20          |        |
| 9   | 7  | Jody Scheckter       | McLaren-Ford      | 75        | silnik                            | 3           |        |
| 10  | 21 | Howden Ganley        | Iso Marlboro-Ford | 73        | + 6 okr.                          | 19          |        |
| 11  | 2  | Ronnie Peterson      | Lotus-Ford        | 73        | + 6 okr.                          | 4           |        |
| NU  | 11 | Carlos Pace          | Surtees-Ford      | 69        | pęknięta opona/wypadek            | 9           |        |
| NS  | 26 | Eddie Keizan         | Tyrrell-Ford      | 67        | niesklasyfikowany                 | 22          |        |
| NS  | 14 | Jean-Pierre Jarier   | March-Ford        | 66        | niesklasyfikowany                 | 18          |        |
| NS  | 4  | François Cevert      | Tyrrell-Ford      | 66        | niesklasyfikowany                 | 25          |        |
| NU  | 24 | Mike Beuttler        | March-Ford        | 65        | skrzynia biegów                   | 23          |        |
| NU  | 19 | Wilson Fittipaldi    | Brabham-Ford      | 52        | Gearbox                           | 17          |        |
| NU  | 20 | Jackie Pretorius     | Iso Marlboro-Ford | 35        | przegrzanie                       | 24          |        |
| NU  | 17 | Niki Lauda           | BRM               | 26        | silnik                            | 10          |        |
| NU  | 22 | Jackie Oliver        | Shadow-Ford       | 14        | silnik                            | 14          |        |
| NU  | 16 | Jean-Pierre Beltoise | BRM               | 4         | sprzęgło                          | 7           |        |
| NU  | 25 | Dave Charlton        | Lotus-Ford        | 3         | wypadek                           | 13          |        |
| NU  | 15 | Clay Regazzoni       | BRM               | 2         | wypadek/uratowany przez Hailwooda | 5           |        |
| NU  | 8  | Jacky Ickx           | Ferrari           | 2         | kolizja z Regazzonim i Hailwoodem | 11          |        |
| NU  | 10 | Mike Hailwood        | Surtees-Ford      | 2         | wypadek/uratował Regazzoniego     | 12          |        |